# Planificación de transporte
La planificación del transporte se define como un proyecto que estudia demandas presentes y futuras de movilidad de personas y material. Estos proyectos están precedidos por estudios de movimientos y necesariamente involucran a los diferentes medios de transporte. Esta estrechamente relacionado con el campo de la ingeniería de tráfico (transporte).
La planificación es la fase fundamental del proceso de desarrollo y organización del transporte, pues es la que permite conocer los problemas, diseñar o crear soluciones y, en definitiva, optimizar y organizar los recursos para enfocarlos a atender la demanda de movilidad. En ella hay que destacar la importancia de asignar en los presupuestos los recursos necesarios para su realización.

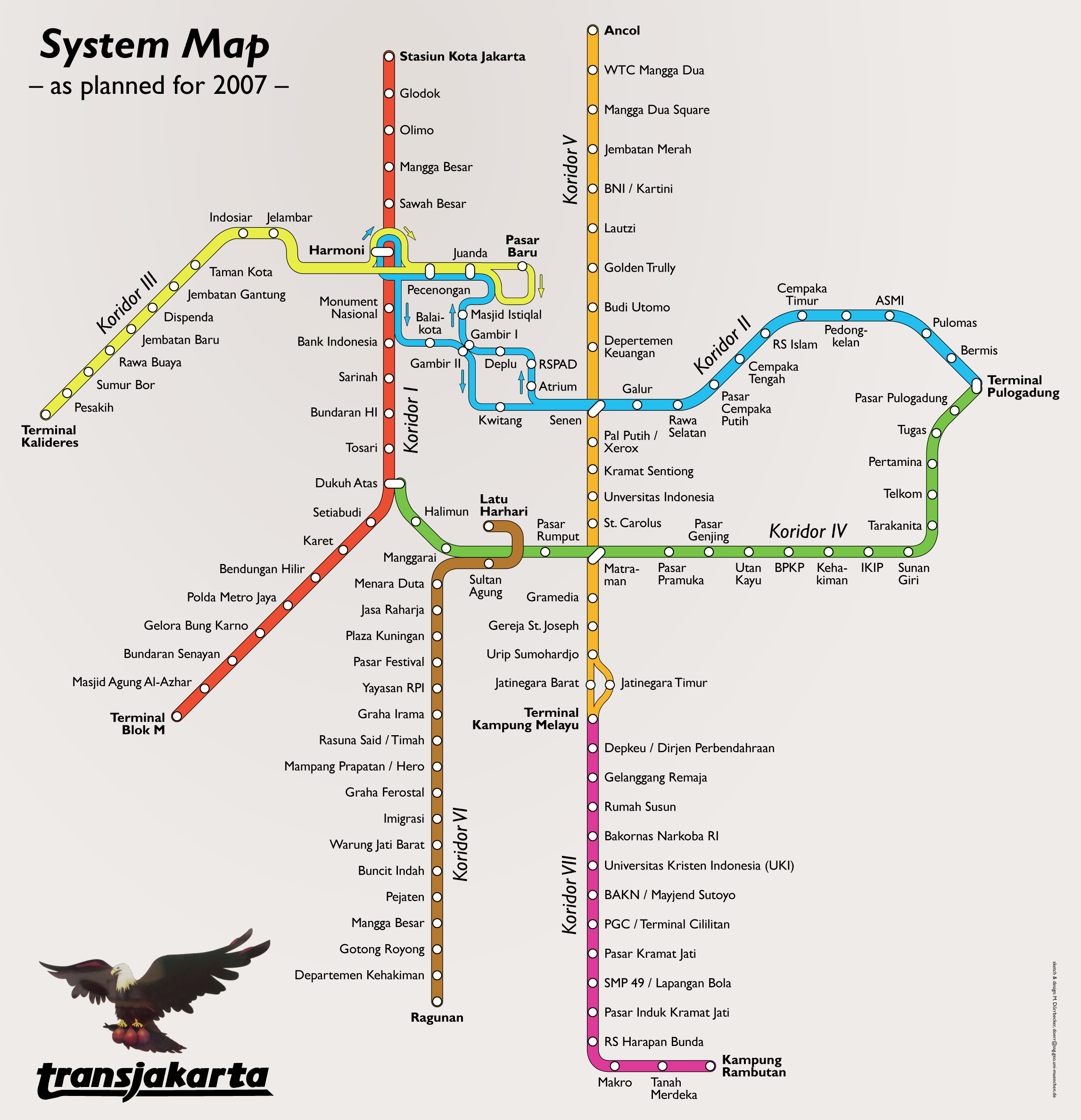
Planificación de una red de transporte en un mapa.

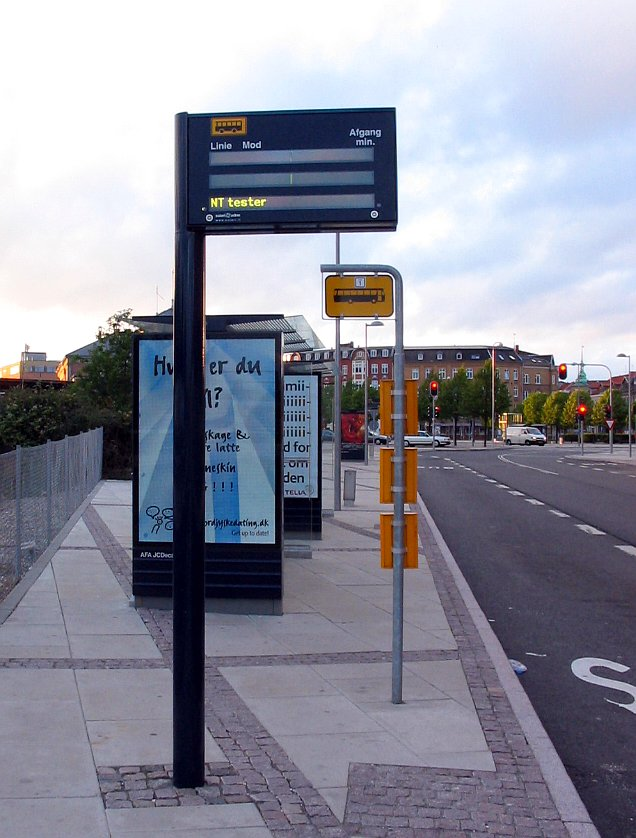
Panel informativo en tiempo real en una parada de Bus, Aalborg.

## Objetivos

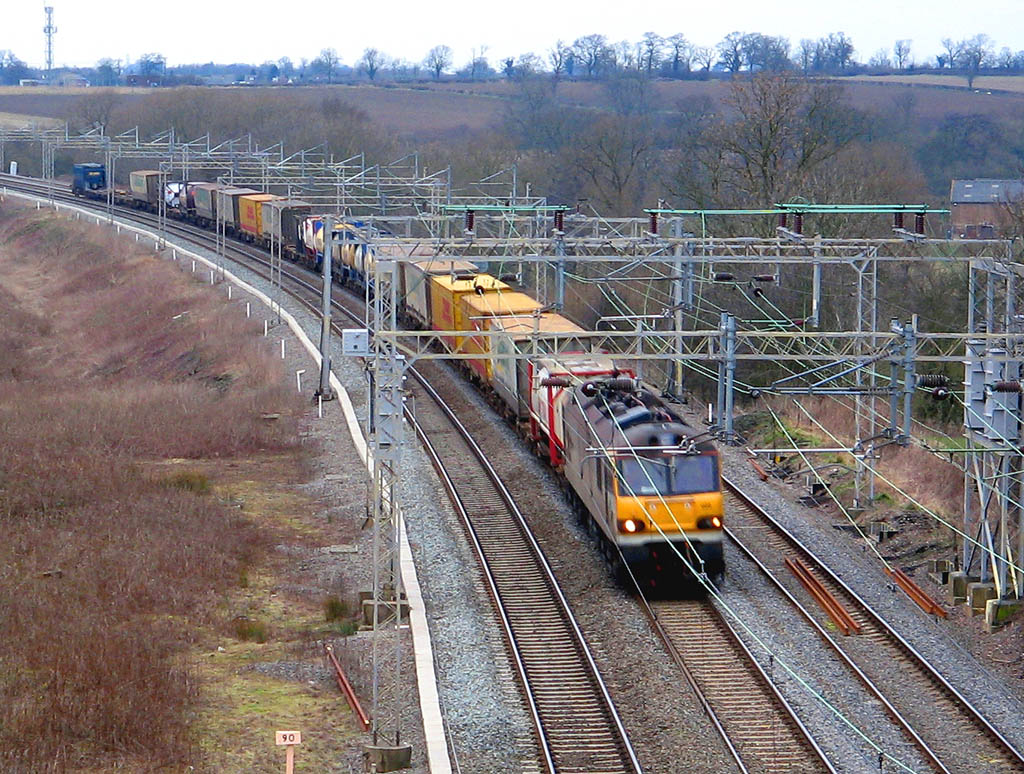
Tren eléctrico de carga en Reino Unido.

En la planificación de transporte no hay objetivo único, sino que puede haber varios. La finalidad es la obtención de un sistema de transporte eficiente, seguro, de acceso a todas las personas y ambientalmente amigable. Es también deseable que el sistema de transporte esté en consonancia con el desarrollo urbano. Sin embargo, el planificador de transporte enfrenta un trade-off entre la calidad del servicio que se presta y los recursos que se deben destinar, haciendo que se busque un equilibrio entre los obtenido contra lo gastado.
En la última década (2000-2011) la planificación de transporte urbano ha cambiado sustancialmente de norte. Bajo los preceptos de transporte sostenible o movilidad sustentable, la planificación de transporte propende hacia la promoción de modos más convenientes en términos ambientales (emisiones), sociales (equidad) y económicos (uso racional de los recursos). 
Bajo este marco, en el transporte urbano se incentivará el transporte público, el transporte no motorizado (bicicleta y caminata), mientras de desincentiva el transporte motorizado individual (automóvil, taxi y motocicleta). Así, se busca lograr enfrentar los problemas contemporáneos de calentamiento global y gasto de recursos no-renovables como el petróleo. Para el caso de transporte interurbano de carga y de pasajeros, se considera el transporte fluvial y marítimo, junto con el transporte férreo más conveniente que el transporte en camiones y autobuses

## Líneas de trabajo
Las principales líneas de trabajo del planificador son:
- Conocimiento de los diferentes medios de transporte y sus características
- Analizar la demanda que existe en cada modo de transporte.
- Planificar las redes y su relación con el entorno (paradas, rutas y frecuencia)
- Diseñar sistemas de prioridad para el transporte público
- Analizar las necesidades de las estaciones (servicios, accesos, localización,...)
- Estudios de intermodalidad
- Estudio de impacto ambiental
- Estrategias y planificación de transporte público

## Recopilación de la información
A la hora de hacer una buena planificación, con la que llevar a cabo de forma eficiente la actuación en un sistema de transporte, es necesario hacer una evaluación precisa de su situación. Para realizar el balance apropiado del estado del transporte se hace imprescindible la recopilación de toda la información disponible, para poder, más tarde, evaluar esos datos y obtener una conclusión clara de los aspectos en los que se debe actuar, las herramientas o métodos necesarios y la manera de poner en práctica la actuación pretendida. Conocer la situación actual y entenderla ayuda a predecir mejor el futuro o situaciones alternativas. 
Los datos se pueden recopilar desde múltiples fuentes que varían según el tipo de proyecto y la ubicación del mismo. 
En España, una de las mayores fuentes de datos es el Instituto Nacional de Estadística (INE), un organismo autónomo del Ministerio de Economía, cuyo objetivo es la realización de estadísticas de acuerdo a lo establecido en el Plan Estadístico Nacional. Estas estadísticas están a disposición de los ciudadanos, empresas, investigadores, organizaciones públicas y privadas, y de las administraciones públicas. Son estadísticas generalmente fiables, consistentes y certificadas que abarcan todos los campos de estudio (entorno físico, medio ambiente, demografía y población, sociedad, economía, agricultura, industria, servicios, etc.). Además, el INE es responsable del censo de población y del cálculo del Índice de Precios al Consumo (IPC). La información de este organismo se puede obtener mediante diferentes vías: 
- Información estadística en Internet.
- Venta de publicaciones.
- Suscripción a información por correo electrónico o fax.
- Ficheros, Bancos de Datos.

El INE tiene un servicio de “peticiones a medida”, por medio del cual es posible hacer una consulta sobre el tema que se estudia. En el INE hacen una elaboración específica según las necesidades del usuario, buscando en sus ficheros mediante explotaciones a medida de los datos de los que disponen. El INE trabaja tanto a escala nacional como a escala local, hecho que hay que tener en cuenta a la hora de buscar y pedir información a este organismo. Como se aprecia, se pueden obtener datos clave para entender el proceso de generación y atracción de viajes, ya que muchas de estas variables (población, empleo, motorización, edad, etc.) son explicativas de los desplazamiento. 
También los distintos Ministerios suelen disponer de bases de datos, estudios propios de su actividad e información diversa que se pone a disposición de distintos usuarios. Los Ministerios que normalmente poseen datos relativos a las actividades relacionadas con el transporte son los de Fomento, Economía y Medio Ambiente; y en menor medida los de Trabajo, Ciencia y Tecnología y el de Administraciones Públicas. 
Asimismo, suelen disponer de proyectos y estudios de transporte la mayoría de las Autoridades con competencias en esta materia. Las comunidades autónomas recopilan información sobre sus territorios. En general, los datos más exhaustivos pertenecen a estudios realizados por los ayuntamientos o comunidades autónomas (a través de sus respectivas Autoridades de Transporte Público, por ejemplo) con ciudades de tamaño grande y medio, con recursos para poder llevarlos a cabo. Precisamente estas ciudades son las que requieren actuaciones en el sistema de transporte, ya sea para implantarlo por primera vez, o bien para mejorar el sistema ya existente. 
Otros datos que se requieren para el estudio de la situación actual son los referentes a la movilidad. Se recurre a información proveniente de encuestas domiciliarias de trabajo de campo, las cuales suelen estar en posesión de organizaciones especializadas en el sector, pudiendo ser éstas de escala nacional, regional o local, según el ámbito del estudio que se está realizando. También son fuentes importantes de información las estadísticas de operadores y sectores de tráfico. 
Una vez recopilada toda la información posible, es necesario hacer una recapitulación, ver qué datos adicionales son necesarios y, de acuerdo con los plazos y capacidades presupuestarias, definir los trabajos de campo o campañas de recogida específica de información.

## Análisis socioeconómico, marco territorial y urbanístico
Como ya se ha indicado, territorio y movilidad están íntimamente ligados. A continuación se describen algunas actividades a realizar en el proceso de planificación del transporte de un área ligadas al espacio físico: 
Delimitación del área de estudio
Si bien la delimitación general del ámbito es anterior a la recogida de la información, con el fin de que este proceso no se haga de forma indiscriminada, sólo cuando se ha llevado a cabo la recogida de toda la información disponible se puede delimitar con precisión el área en el que se estudia la actividad de transporte. Pueden ser una o varias partes del municipio, la globalidad del mismo o una zona metropolitana que englobe varios municipios o parte de ellos. 
La decisión de delimitar un área u otra como la adecuada para su estudio depende de múltiples factores, pero los más influyentes son los siguientes: 
- El área de influencia del transporte que se va a analizar. Por ejemplo, si se quiere hacer un estudio de una única línea de autobús, metro o metro ligero dentro de una ciudad, se deberá delimitar la zona de afección de esa línea dentro de la ciudad y se tendrá que relacionar con el resto de las zonas de la ciudad, pero de una manera menos profunda. Si, por el contrario, lo que se pretende es analizar la situación de un modo de transporte o la globalidad del transporte en una región, lo más probable es que se tenga que observar la totalidad del municipio o de la región.
- La distribución y disponibilidad de la información. Es importante conocer la distribución administrativa de la información y conviene ajustarse lo más posible a ella para realizar, tanto la recogida de la misma como la difusión de los resultados de una manera lo más eficaz posible. Puede ser de gran utilidad hacer en primer lugar un análisis de cómo está recopilada la información, ya que resulta muy tedioso y difícil redistribuir los datos en unas zonas delimitadas aleatoriamente.

En la mayor parte de los casos, en el ámbito no se incluye el lugar de residencia de los usuarios del transporte, los cuales pueden estar utilizando las infraestructuras y servicios del mismo aún sin residir en él, pero que suelen ser incorporados al análisis. En este sentido hay que destacar la interrelación existente entre el ámbito de estudio y los que le rodean. 
Zonificación
Es práctica habitual llevar a cabo una zonificación del área de estudio delimitada. La razón que justifica este procedimiento es, básicamente, la de manejar volúmenes más pequeños de información y dejar los detalles de la distribución de los datos de transporte para los posteriores análisis. Como criterios de zonificación, se consideran fundamentalmente los siguientes: 
- Adaptación a la división administrativa, con el doble objetivo de facilitar la utilización de información disponible en el momento de realización de las encuestas y de conseguir los datos necesarios en posibles proyecciones a escenarios futuros.
- Adaptación en lo posible a la zonificación utilizada en encuestas anteriores u otros estudios que facilite las comparaciones de escenarios temporales y de actuación.
- Limitación del número de residentes en cada zona de transporte. Se analiza la distribución de la población por zonas y si superan ampliamente los límites de población por zona establecidos (generalmente se suelen tomar los límites entre 3.000 y 6.000)

La zonificación que se perfila inicialmente, con los condicionantes anteriores, puede variar si en el proceso de realización del estudio se considera que es necesario hacerlo. No obstante, resulta complicado, en general, subdividirla en fases avanzadas del proyecto. 
Estructura territorial y urbanística
Otra información importante a tener muy en cuenta es el marco territorial y urbanístico en el que se asienta el ámbito que se va a analizar, puesto que éste determina el transporte y todo el entorno socioeconómico del mismo. 
Del medio físico se debe señalar si existe litoral, si hay elevaciones o depresiones importantes del terreno, si circulan ríos o arroyos, si hay parques forestales o humedales, parques o jardines y todos los accidentes geográficos que se perciban reseñables; y hay que destacar cuáles son sus características y su posición dentro del ámbito. En definitiva, es indispensable detallar la morfología y la geografía del ámbito y tenerlas en cuenta a la hora de hacer cualquier análisis. 
A su vez, es necesario hacer un recuento de las infraestructuras de las que dispone la región: aeropuertos, puertos, ferrocarriles, autopistas y carreteras, viales urbanos, etc. De todos ellos conviene hacer una breve descripción de sus características y localización. 
Para completar la información a obtener en este epígrafe, cabe indicar que también se requiere conocer la composición urbanística del ámbito ya esté formado por un municipio o por varios. Describir la situación urbanística, los tipos de calles y la disposición de las mismas, los accesos, la densidad de cada zona, etc., ayudará a tener una perspectiva completa de las características del transporte, así como las áreas funcionales (comercial, residencial, terciario, superior, industrial)
Las previsiones a corto y medio plazo del desarrollo urbanístico producen impactos sobre la demanda. Por eso es muy conveniente tener estudiadas las próximas actuaciones en el planeamiento urbano y sobre todo, como pueden afectar a la demanda de transporte tanto a corto como a largo plazo. Y es que cualquier modificación en la estructura urbana establecida, por leve que parezca, puede producir un cambio radical en el comportamiento y los hábitos de los desplazamientos en la región. Los planes generales de ordenación urbana (PGOU) o las Normas subsidiarias son las fuentes habituales, si bien a veces pueden estar obsoletas, por lo que el contacto con las responsables municipales o regionales suele ser fundamental. 
El análisis del modelo urbanístico-territorial debe apartar cuestiones básicas para el desarrollo de un sistema de transportes como: 
- Rangos de sistemas de ciudades y núcleos.
- Funcionalidades y tipologías.
- Dependencias.
- Techos de planeamiento.
- Grado y velocidades de ejecución.
- Otros

Equipamientos
Considerando los servicios destinados a prestar atención al público pueden considerarse como zonas potenciales atractivas de viajes las que contienen: 
- Atracción comercial: centros comerciales o vías de gran capacidad comercial.

- Atracción hostelera: se produce en zonas con concentración de hoteles y hostales.

- Actividades bancarias: al igual que en el punto anterior, los viajes son atraídos por la aglomeración de bancos y cajas.

- Actividades sanitarias: atraen una gran cantidad de viajes, ya sea un hospital o un pequeño centro de salud.

- Atracción administrativa y sector terciario general: la multitud de gestiones administrativas que se realizan generan desplazamientos.

- Atracción escolar y universitaria: es una de las mayores en volumen. Suele haber dos categorías: estudios no universitarios que se encuentran dispersos por el territorio y los universitarios, generalmente concentrados.

Análisis socioeconómicos y demográficos
Para el análisis socioeconómico, los datos necesarios provienen de encuestas domiciliarias, boletines demográficos y análisis del mismo tipo, previos al que se desarrolla. Esta información trata de formar una idea de las características de la población, de la distribución y cualidades del empleo, las particularidades de la educación y los niveles de motorización en la zona estudiada y la evolución de todos esos factores. Estos datos son muy básicos y necesarios para cualquier estudio que se quiera realizar en el ámbito considerado: 
- Población: Los datos más habituales para hacer un estudio de transporte son el número de habitantes y su distribución. Otro dato importante es la densidad. Además de estos datos básicos, también es conveniente buscar los que nos permitan observar la evolución de la población, tanto en el ámbito de estudio como en las poblaciones colindantes.

- Empleo: El empleo existente en un territorio determina el número de viajes realizados con motivo trabajo en el mismo. Concretamente, se debe analizar el número de empleos en cada zona de transporte, así como el número de empleados. Así se pueden señalar las zonas claramente atractoras por empleo y las que, por el contrario, son zonas de una alto volumen de factor de trabajo residente. La mejor fuente para esta información viene siendo tradicionalmente en España las encuestas domiciliarias de transporte.

- Estudios: El número de plazas escolares y universitarias así como la población de los intervalos de edad más bajos son factores clave para poder determinar que zonas son las que, potencialmente, pueden generar y atraer viajes por el motivo estudios. Se observa el número de plazas de estudios y el número de estudiantes residentes en cada zona y con ellos se establece el ratio plazas / estudiantes, que permitirá la comparación entre unas zonas y otras.

- Motorización: La motorización influye en el modo en el que se realice un viaje más que en la determinación del número total de viajes. Sin embargo, si se interpreta la motorización como un indicador de la renta de la zona analizada, también podría explicar el número total de viajes.

### Organizaciones
- Embarq.
- ITDP - Institute for Transportation and Development Policy.
- CEDEX (Centro de estudios y experimentación de obras públicas) - Planificación del transporte.
- Colegio de Ingenieros de Caminos, Canales y Puertos.

### Revistas
- Revista Urbano. Revista chilena de transporte urbano.
- Local Transport Today. Revista del Reino Unido sobre el transporte urbano (en inglés).
- Revista Transporte 3. Revista en línea de transporte urbano (en español).
- Light Rail Transit Association. Tramways & Urban Transit Magazine (en inglés).
- Transportes, sistemas y tecnología.

### Software de ayuda a la operación de transporte público
- Plataforma Integrada TI para la planificación, control y optimización de flotas de vehículos en transporte público /gestión de residuos /transporte de carga /geo-marketing /e-government /empresas minoristas.
- Sistema integral de control aplicado a la red de autobuses de transporte público.
- Sistemas de planificación, programación y control de la operación de transporte.

- Datos: Q1034047